# 亂倫禁忌

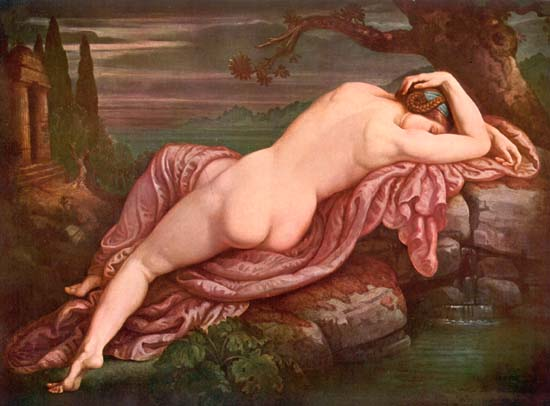
阿尔芒·珀特的。在神話中，比布利斯一直愛戀著雙胞胎兄弟卡諾思。但卡諾思一再拒絕她的求愛，使得她於路上哭泣不斷，最終化為泉水

乱伦禁忌（英語：Incest taboo）是指對近親性行為的禁忌。雖然乱伦禁忌普遍社會皆有之，但研究者之間尚未就其背後成因達成共識。有關禁忌在不同社會及文化的展現方式會有所不同。部分文化會把近親性行為本身視為禁忌，也有文化把其視作通姦看待。比如中國會因著此一禁忌，而要求人們同姓不婚。

## 社會態度
「近代文明是何時禁止近親性行為」這道問題仍沒有明確答案。克勞德·李維-史陀較為關注接受交錯從表婚，但視平行從表婚為禁忌的社會，因為兩者在遺傳上的風險理論上是一樣的。此外其亦推測歐洲在十六世紀之前並沒有以遺傳風險作禁止近親婚姻的理由。不過米歇爾·福柯在《性史》第二卷中引用了蘇格拉底的一番說話，指近親性行為會對後代發展有着不好的影響:73。此外也有批評認為，禁止近親婚姻跟禁止近親性行為不可混為一談，即使兩者有可能會重疊:119。
雖然有像猶太教般，明確把近親性行為視為禁忌的宗教，但事實上也有贊同近親性行為的宗教——瑣羅亞斯德教認為近親结婚是善行中的善行:104。
此外過去不少社會皆沒有明確禁止親子婚或兄弟姊妹婚，爪哇岛的卡蘭族容許母親跟兒子結婚；克伦族容許父女婚；古埃及容許兄弟姊妹婚:55-56。日本在傳統上則有名為夜這的習俗——當中父母會親身為子女進行性教育，成為他們初次性交的對象。雅库特人據稱會認為未婚妻於結婚時還是處女的話就會為人帶來不幸，故未婚夫的兄弟會先與之性交， 然後才結婚:102。
不少意見認為乱伦禁忌是公共道德的一種，有时伦理学也會對之進行探討。現代部分文化容許近親性行為。在馬德雷山脈居住的美國原住民會進行父女性行為。在某些地方，亂倫罪因受到從事相關行為者的挑戰，而得到了放寬或廢除。瑞典因為一單異父同母的兄弟姐妹乱伦案所引發的騷動，而於1973年決定修訂法律。此後只要得到當局特別允許，半兄弟姊妹也能夠結婚。唐朝的十惡把近親性行為視為一惡。不過日本在參考了中國的律令制之後，所推出的八虐並不包含近親性行為。直到江戸時代，日本對近親性行為的禁忌感才大幅增加——該時人們認為雙胞胎會在母體內進行性行為，故此對之感到厭惡。
也有意見認為禁止近親性行為本身，反而會激起人們從事之的慾望。德尼·狄德罗於《布甘維勒之旅補遺》中寫道，若以大溪地原住民聽懂的方式禁止他們進行近親性行為，那麼這反而會激起他們的相關慾望——他以文學作品當中，打破有關禁忌的人會變得傲慢自大為例，佐證此一推測:55-56。法國哲學家吉爾·德勒茲（Gilles Deleuze）與心理學家菲力斯·伽塔利（Félix Guattari）於《反俄狄浦斯》（1972）中寫道，在當代社会的压抑底下，大眾對近親性行為產生了一種既定的印象，繼而發展成為禁忌。

## 來源
人類已就亂倫禁忌提出了不同的理論。社会學家吕西安·列维-布留尔認為，解釋亂倫禁忌這件事本身就是徒勞的，因為它跟同类相食和殺人一樣，同是不言而喻的禁忌:87。社会學家埃米尔·涂尔干於《亂倫禁忌及其起源》當中則提出了一個非常獨特的觀點：近亲的经血因被視為神聖可敬的，故與之性交者的「罪」跟殺人罪同等:86-87。埃德蒙·利奇則有不同的主張，他以英國的情況作為例子，稱禁止近親性行為跟禁止食用寵物背後的理念差不多:140-141。童恩正在《文化人類學》（1989）中指出，部分人類學家會認為沒有一種解釋是全面的。

### 生物學
因近親性交而誕生的孩子擁有較高的遺傳風險——父母的血緣愈相近，合子型便會愈多，生產後代的生物性成本亦隨之上升。在非近亲繁殖的情況下，隱性等位基因即使會表達出有害的性狀，也會受到顯性等位基因所掩蓋，令後代不會出現異常。相反在近亲繁殖的情況下，父母會存有一對較接近兩方的共祖，因此有較大機會共同擁有同一種隱性等位基因，令後代表達出可能有害的性狀。相關風險跟量度基因有多相近的亲缘系数成正比。故此在生物學上，人類的亂倫禁忌可解釋成他們保有了其他動物避免近親繁殖的特性:60-61；此外這也有助解釋為何在眾多文化當中親屬關係愈近，有關禁忌愈明顯。連帶人類在內，不少哺乳類動物皆會避免發生近親性行為。

#### 批評
反對以生物學及遺傳基礎解釋亂倫禁忌的其中一個理據就是，人類的確會進行近親性行為。人类学家还认为，「近親性行為」的社会建构（及亂倫禁忌）与「近亲繁殖」这个生物性现象不是同一回事。他們以一名男子與姑母所生下的表姊妹性交，和與姨母所生下的表姊妹性交這兩個假想情況為例，指儘管從遺傳學角度出發，兩種情況的親緣係數相同，但特羅布泊人只認同姨母的那方是「近親性行為」，另一方則否，這是因為特羅布泊人是母系社會，孩子屬於母親的家族。他們還記錄了對於不同類型的堂表親婚態度相異的社會。故此有學者認為大多社會的亂倫禁忌不是建基於生物學理由。另一些有關堂表親婚的研究則支持有關禁忌是有生物性基礎的。此外目前支持基因影響行為的人並不支持基因絕對論，而是認為基因能產生偏向性，而這種偏向性會受到環境的影響。

### 文化人類學
結構主義者克勞德·李維-史陀於《親屬的基本結構》當中表示，社會禁止近親性行為的原因在於鼓勵人們進行族外婚。雖然後世有人認為此一理論為其原創的，但實際上瑪格麗特·米德在其針對新幾內亞阿拉佩什人的訪談中，就已得出這樣的答覆：「正因為是義兄弟，才能這樣做」。之後李維-史陀原封不動地引用了這句。他認為外婚制的目的在於將自身一族的女性贈給他族，藉由它來使女性在家族間交換。這種伴帶其他交換的交換稱為「有限交換」，跟兩方直接拿取資源的「一般交換」不同。這一理論能夠解釋為何原始社會的複雜婚姻規條及親戚關係，到了生產及經濟較為發達的社會卻沒那麼重要:69-70。
此一理論能夠解釋核心家庭以外的亂倫禁忌從何以來:69。此外亦能解釋為何社會上有不少人從事過近親性行為，因為有關禁忌遠超於自然所需:84。按照此一理論，亂倫禁忌的目的是為了「交換」，故嚴罰之的目的也可能在於阻止「侵犯」的出現:85。而在擁有龐大財產的王族中實行外婚制，便會引來外戚把財產分薄，於是他們便會為了保有絕對的地位優勢而進行近親結婚:85。
不過他的理論還是受到了一些批評。吉本隆明稱，人類的性涉及到幻想層面，故此李維-史陀所指的文化也離不開幻想，並質疑他對於「人類」及「自然」的切割是否恰當:83。山內昶表示，李維-史陀的理論帶有人類中心主義的成分在內，例如錯誤地稱猴子在性上沒有規範，但同時亦指進行近親性行為的猴子不會像人類般受到處罰，使之跟人類有著不連續性。故山內結論道，他的說法部分正確:51-54。
此外今村仁司在《會交易的人類》（交易する人間）一著中指出，原始社會存有「非交換贈與」的概念，但李維-史陀卻將兩者混為一談:84。

### 心理学
從心理學的角度而言，亂倫禁忌是為了減少家庭成員之間的紛爭及敵意、促進孩子的社會化、避免核心家庭解體而存在的。西格蒙德·弗洛伊德在《圖騰與禁忌》中表示，最初家父長曾為此殺掉兒子，然後才確立了有關規則，不過此一理論的人類學證據並不充分。奥托·兰克在《文學與傳說中的亂倫主題》中寫道，有關禁忌是源自於社會的:85-86。
雖然弗洛伊德所說的事件在歷史上從來沒有發生過，但李維-史陀的觀點跟他類近，兩者同樣認為相關規則對於社會的建立是十分重要的。不過李維-史陀認為弗洛伊德的學說不能夠解釋為何亂倫禁忌當下會存在:85。至於減少家庭成員之間的紛爭這點，他則認為是正確的:62。塔尔科特·帕森斯認為，親子間的依戀關係能使人建立自我、克服挫折感，故此是不可或缺的。於是亂倫禁忌便能促使子女跟父母分開，有助培養子女發展出社會需要的能力:62-63。
雖然心理學的有關理論只能解釋核心家庭當中的亂倫禁忌，不能解釋親屬之間的有關情況。不過對於現代社會的核心家庭而言，它卻是一種有力的解釋。它可以解釋家庭內為何要禁止近親性行為；為何即使沒有血緣關係，相關禁忌仍然存在；為何即使人類能夠控制生育，有關禁忌仍然不會消失:63。
不過也有研究者對之提出異議。北京林業大學人文社會科學學院心理學系副教授方剛表示，現代社會只是把流傅已久的禁忌不加以思索全盤接受，並指從其研究中看不出近親性行為會影響家庭穩定。